# Chuck Hyatt
Charles D. Hyatt, detto Chuck (Syracuse, 28 febbraio 1908 – St. Petersburg, 8 maggio 1978), è stato un cestista statunitense, membro del Naismith Memorial Basketball Hall of Fame dal 1959.

## Carriera
Fu uno dei primi veri realizzatori nella storia della pallacanestro. Giocò nella squadra dell'Università di Pittsburgh allenato da Doc Carlson (anch'egli tra i membri del Naismith Memorial Basketball Hall of Fame), mettendo a segno 880 punti in 3 stagioni.
In carriera giocò in Amateur Athletic Union con i Diamond Oilers, Universal Pictures e i Phillips 66ers.
Vinse 9 volte il titolo All-America.